# Gilera Runner

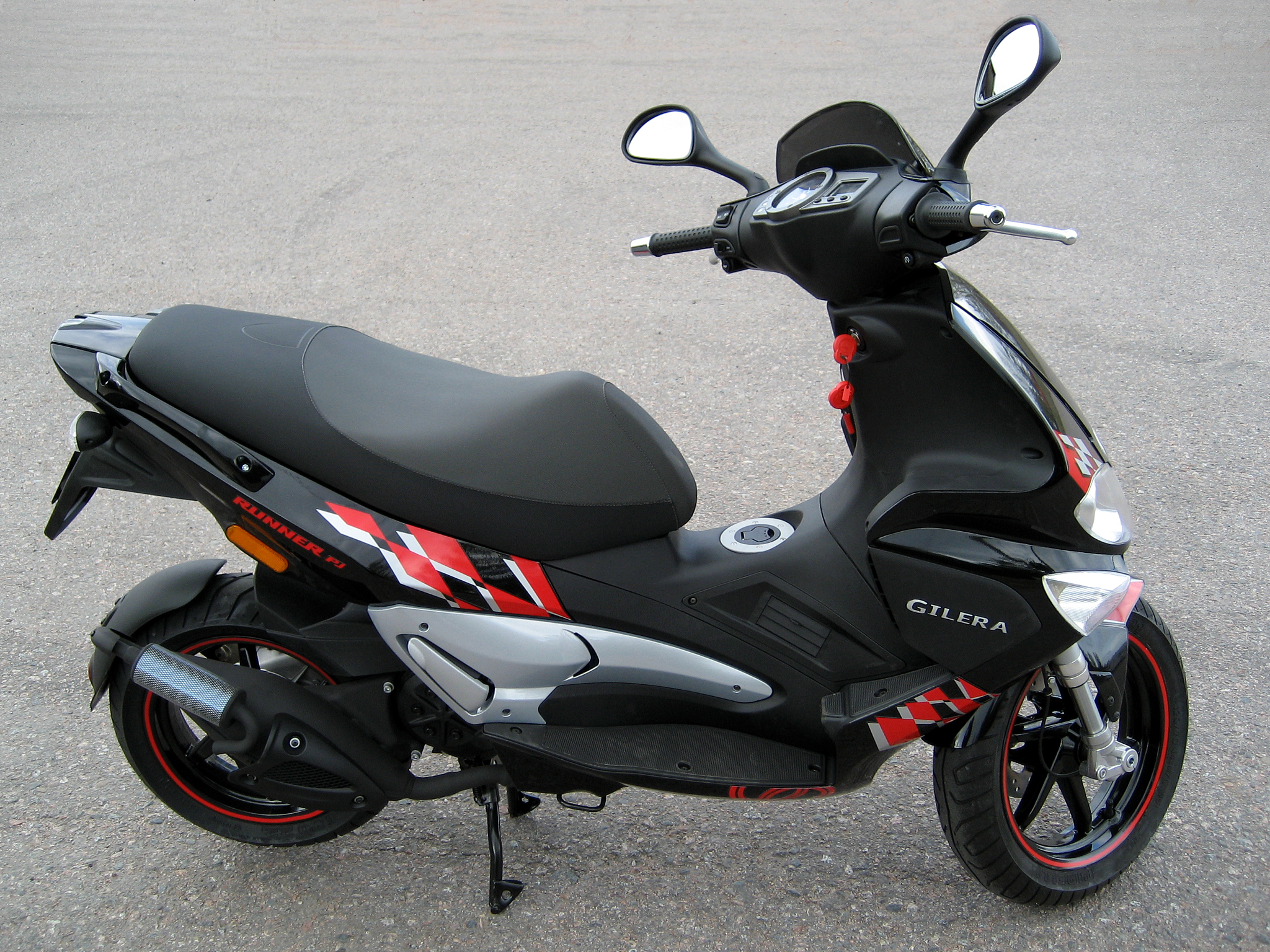
Gilera Runner 50 PJ (Modelljahr 2007)

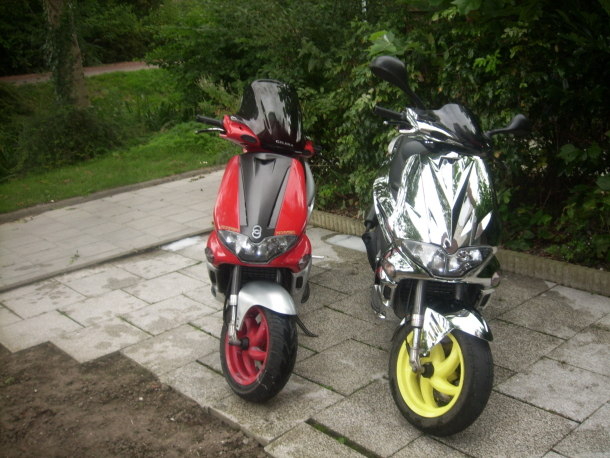
Originaler Runner (links) und leicht modifizierter Runner (rechts)

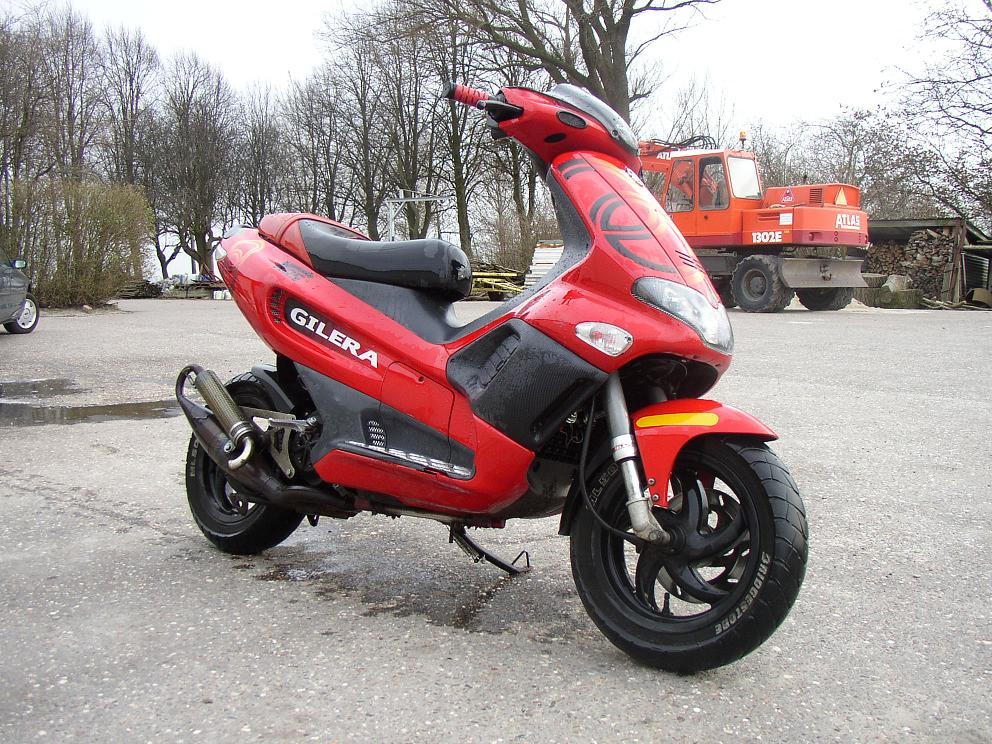
Gilera Runner Poggiali Sondermodell

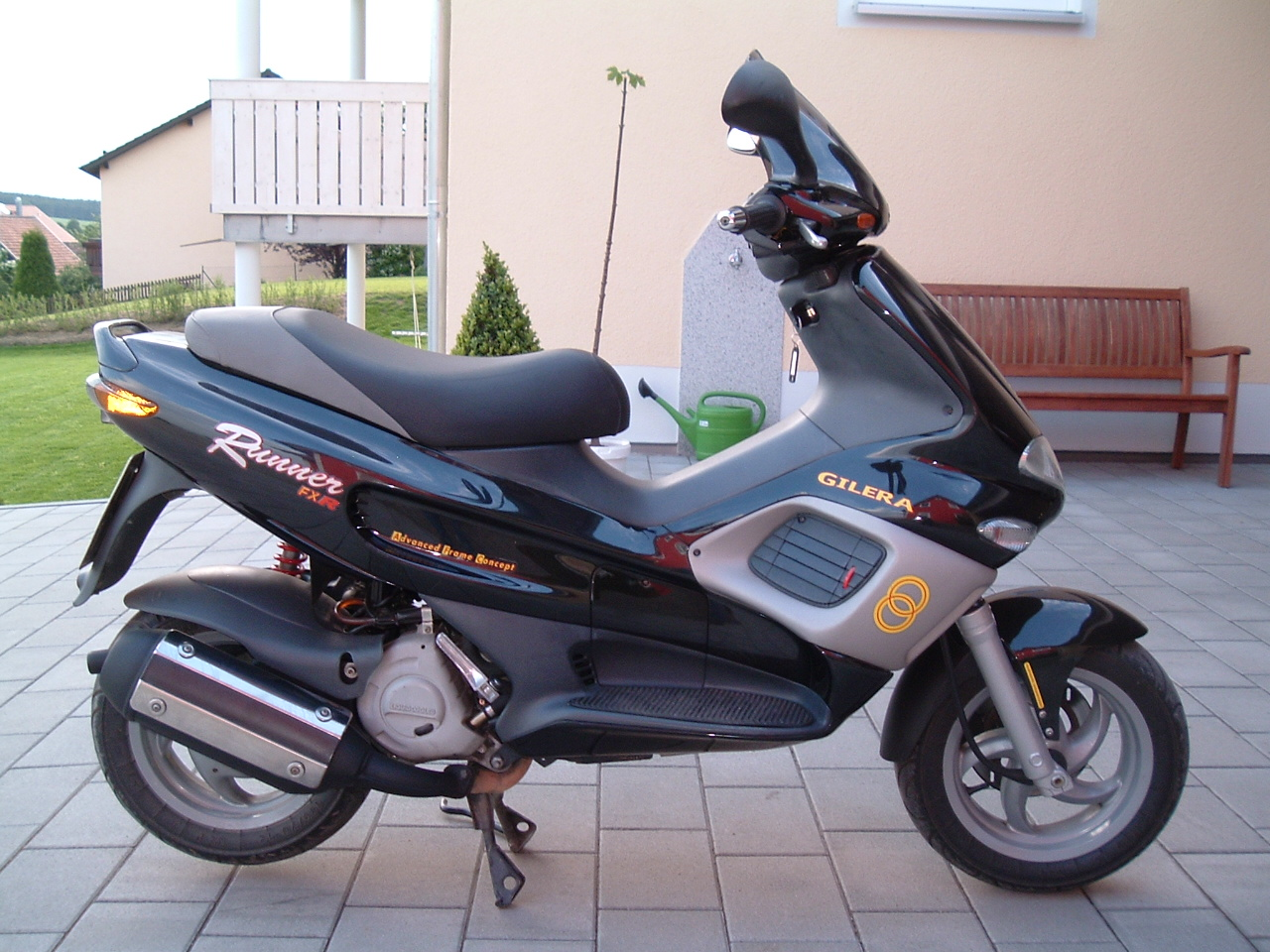
Gilera Runner FXR 180

Der Gilera Runner ist ein Motorroller der Marke Gilera des italienischen Herstellers Piaggio. Der Runner wird seit 1997 hergestellt.

## Beschreibung
Den Runner gibt es in verschiedenen Versionen:
- Runner 50 (50 cm³-Zweitakt)
- Runner FX (125 cm³-Zweitakt)
- Runner FXR (176 cm³-Zweitakt)
- Runner VX (125 cm³-Viertakt)
- Runner VXR (180/200 cm³-Viertakt)

Das Tankvolumen beträgt laut Herstellerangabe 8,5 l für die Fahrzeuge bis Baujahr 1998/1999. Das Modell DD ab Baujahr 1999 hat einen 12-l-Tank. Die Motorleistung wird über eine Fliehkraftkupplung, ein stufenloses Getriebe und ein Sekundärgetriebe im Ölbad an das Hinterrad weitergegeben. Anders als traditionelle Motorroller wie die Vespa hat der Runner einen Stahlrohrrahmen mit Mitteltunnel.
Die Zweitakter werden bis auf die 50-cm³-Version seit dem Jahr 2003 nicht mehr hergestellt. Im Jahr 2005 wurde die Form des Runners überarbeitet.

## Runner 50
Der Runner 50 unterscheidet sich zwischen dem Vergasermodell Gilera Runner 50 SP und dem Modell mit Saugrohreinspritzung Gilera Runner 50 PJ. Das Kleinkraftrad, hergestellt in Italien, fährt mit einem wassergekühlten Zweitaktmotor mit einem Hubraum von 49 cm³. Der Motor ist der Piaggio Hi-Per 2 Pro. Die zulässige Höchstgeschwindigkeit variiert von Land zu Land. In Deutschland liegt sie seit 2002 bei 45 km/h.
Technische Daten laut Gilera:
|                      | Runner 50 PJ                | Runner 50 SP                  |
| -------------------- | --------------------------- | ----------------------------- |
| Gemischbildung       | Saugrohreinspritzung        | Vergaser                      |
| Motor                | Zweitaktmotor               | Zweitaktmotor                 |
| Hubraum              | 49 cm³                      | 49 cm³                        |
| Leistung             | 4,4 kW (6 PS) bei 7.750/min | 3,3 kW (4,5 PS) bei 7.250/min |
| Drehmoment           | 5,5 Nm bei 7.500/min        | 4,7 Nm bei 6.000/min          |
| Getriebe             | Automatik                   | Automatik                     |
| Kühlung              | Wasser                      | Wasser                        |
| Startvorrichtung     | Elektrisch                  | Elektrisch                    |
| max. Geschwindigkeit | 45 km/h                     | 45 km/h                       |
| Tankinhalt           | 7,0 ± 0,5 Liter             | 12,0 ± 0,5 Liter              |
| Kraftstoff           | Super                       | Super                         |
| Bereifung vorne      | 120/70 - 14 55L             | 120/70 - 14 55L               |
| Bereifung hinten     | 140/60 - 13 57L             | 140/60 - 13 57L               |
| Bremse vorne         | Scheibe, 220 mm             | Scheibe, 220 mm               |
| Bremse hinten        | Scheibe, 175 mm             | Scheibe, 175 mm               |
| Felge vorne          | 14 × 3,00                   | 14 × 3,00                     |
| Felge hinten         | 13 × 3,50                   | 13 × 3,50                     |
| Leergewicht          | 112 kg ± 5 kg               | 108 kg ± 5 kg                 |
| zul. Gesamtgewicht   | 295 kg                      | 295 kg                        |
| Maße (L/B/H)         | 1840/750/1210 mm            | 1840/750/1210 mm              |
| Abgasreinigung       | EURO2-Norm                  | EURO2-Norm                    |

## Runner FX/FXR
Technische Daten:
|                                | FX(FXR)                                                          |
| ------------------------------ | ---------------------------------------------------------------- |
| Motor:                         | Einzylinder-Zweitaktmotor (Getrenntschmierung)                   |
| Hubraum:                       | 123,5 (175,8) cm³                                                |
| Bohrung × Hub:                 | 55 × 52 (65,6 × 52)                                              |
| Verdichtung:                   | 9,9                                                              |
| max. Drehmoment:               | 14 Nm bei 7.000/min                                              |
| Leistung:                      | 11 kW (14,9 PS) bei 7500/min (14,1 kW(19,2 PS) bei 8.000/min)    |
| Max. Leistung:                 | 11 (15,4 kW (20,9 PS)) / 8.000/min                               |
| Vergaser:                      | Mikuni VM20 oder Dell’Orto PHVB 20.5                             |
| Zündkerze:                     | NGK BR 9-ES, Bosch WR 3 CC, Champion RN 2C, BERU 14Z-3CU         |
| Kühlung:                       | Wasser                                                           |
| Startvorrichtung:              | E-Starter und Kickstarter                                        |
| Höchstgeschwindigkeit:         | 121 km/h (145 km/h) lt. Tacho                                    |
| Antrieb:                       | stufenloses Keilriemengetriebe / sek. Zahnradgetriebe            |
| Tankinhalt:                    | 9 l davon 1,5 l Reserve (12 l bei DD-Modell)                     |
| Kraftstoff:                    | Super Bleifrei                                                   |
| Verbrauch (Werksangabe):       | 4,6 l / 100 km                                                   |
| Verbrauch (eigene Werte):      | 4,7 l / 100 km                                                   |
| Ölspezifikation:               | API TC++ Norm oder besser                                        |
| Öltank:                        | 1,8 l (davon 0,4 l Reserve)                                      |
| Ölverbrauch:                   | ca. 1 l / 1000 km                                                |
| Federung vorne:                | Showa Upside-Down Gabel – 83 mm Hub (neuere Modelle Sebac-Gabel) |
| Federung hinten:               | Schwinge mit hydraulisch gedämpftem Federbein – 60 mm Hub        |
| Reifengröße vorne/hinten:      | 120/70-12 / 130/70-12 (130/60-13 DD-Modell)                      |
| Reifendruck solo vorne/hinten: | 1,4 bar / 1,6 bar (besser 2,0 bar / 2,1 bar)                     |
| Reifendruck zwei vorne/hinten: | 2,1 bar / 2,5 bar                                                |
| Felgen:                        | Leichtmetallräder 3,5 × 12" DOT-D                                |
| Bremse vorne:                  | Scheibenbremse: 220 mm                                           |
| Bremse hinten:                 | Trommelbremse: 140 mm (SB 240 mm DD-Modell)                      |
| Gesamtgewicht fahrbereit:      | 115 kg                                                           |
| zul. Gesamtgewicht:            | 300 kg                                                           |
| Breite:                        | 720 mm                                                           |
| Länge:                         | 1780 mm                                                          |
| Radstand:                      | 1303 mm                                                          |
| Sitzhöhe:                      | 815 mm                                                           |

## Runner VX/VXR
Technische Daten (Modelle mit neuem Design):
|                        | Runner VX           | Runner VXR 200        |
| ---------------------- | ------------------- | --------------------- |
| Motor:                 | 4-Takt 4-Ventil     |                       |
| Hubraum:               | 124 cm³             | 198 cm³               |
| Leistung:              | 11 kW bei 9.750/min | 15 kW bei 9.000/min   |
| Drehmoment:            | 12 Nm bei 8.000/min | 16,3 Nm bei 7.000/min |
| Kühlung:               | Flüssigkeit         |                       |
| Getriebe:              | Keilriemenautomatik |                       |
| Starter:               | Elektrisch          |                       |
| Höchstgeschwindigkeit: | 108 km/h            | 120 km/h              |
| Bremsen vorne:         | Scheibe, 220 mm     |                       |
| Bremse hinten:         | Scheibe, 240 mm     |                       |
| Felgen vorne:          | 14 × 3,00           |                       |
| Felge hinten:          | 13 × 3,50           |                       |
| Bereifung vorne:       | 120/70 - 14 55 P    |                       |
| Bereifung hinten:      | 140/60 - 13 63 P    |                       |
| Reifendruck Vorne:     | 1,7 bar             |                       |
| Reifendruck hinten:    | 2 bar               |                       |
| Maße (L/B/H) in mm:    | 1890 / 750 / 1260   |                       |
| Leergewicht:           | 137 ± 5 kg          |                       |
| zul. Gesamtgewicht:    | 320 kg              |                       |
| Tankinhalt:            | ca. 12,0 l          |                       |
| Motoröl Inhalt:        | 1,0 l               |                       |
| Kraftstoffart:         | Super Bleifrei      |                       |
| Abgasnorm:             | EURO 3              |                       |

## Geschichte
Veränderungen ab dem Baujahr 1999/2000
- Vergrößerter Tank mit 12,5 l statt 8,5 l Fassungsvermögen
- Hydraulisch betätigte Scheibenbremse hinten in und ein 130/60-13-Hinterrad
- Hydraulische Teleskopgabel
- Änderung des Einbauortes des Akkumulators – ab Modelljahr 1999 ist er unter der Sitzbank
- Einstellung FX/FXR
- Facelift Model ab Bj. 2002 mit größerer Sitzbank, anderen Blinkergläsern und Heckspoiler
- 17,5 Dell’Orto-Vergaser serienmäßig ab Bj. 2002 (50 cm³ Modell)
- Geänderte Verkleidung (2005)
- Geänderte Luftfilterform (Alle Modelle neuen Designs)

## Videos
- Gilera Runner Review (deutsch)